# M’tendere Makalamba
M’tendere Makalamba (ur. 2 kwietnia 1966) – malawijski bokser wagi półśredniej, olimpijczyk.
Reprezentował swój kraj w boksie na Letnich Igrzyskach Olimpijskich 1988, zajmując 17. miejsce.